# 神奈川新聞花火大会
神奈川新聞花火大会（かながわしんぶんはなびたいかい）は、1986年から2016年にかけて神奈川新聞社が主催となり、神奈川県横浜市内で開催していた花火大会。

## 概要
1986年（昭和61年）の花火大会初開催時には山下公園前面の海上、1995年（平成5年）からは開発が進みつつあった横浜みなとみらい21地区前面の海上を打ち上げ場所として実施されていた。観覧可能なエリアが横浜港一帯および周辺の丘陵地に及ぶこと、また港の夜景と花火が一緒に楽しめることもあり、8月の風物詩として多くの観客を集めた。
しかしその後、みなとみらい21地区の開発が進むにつれ、有料客席を設営できる大型の空き区画が減ったこと、観客が路上にあふれて緊急車両の通行に支障を来すなど制約も増えたことから、神奈川新聞社は2016年（平成28年）8月2日に開催した第31回大会をもって花火大会を休止することを社告にて伝えた。
その後、前年の社告通り2017年（平成29年）は花火大会の開催を見合わせた。一方で、神奈川新聞社をはじめとした地元企業、団体などによる実行委員会が結成され、2018年（平成30年）の夏季より「みなとみらいスマートフェスティバル」が開催されている。

## 事故・トラブル
- 1989年8月2日 - 大会中に花火が暴発して花火師2名が死亡。
- 2015年8月4日 - 花火大会自体の事故ではないが、大会開催中に横浜駅 - 桜木町駅間で京浜東北線・根岸線の電車がエアセクション内で停車し架線が切断、電車から火花が出て停電し立ち往生。エアコンの止まった車内で乗客が約1時間半閉じ込められ、高架線路上を歩いて避難し、会場周辺は終日大混乱となった。同じ日にBUMP OF CHICKENのライブが横浜アリーナで行われていたことと、花火大会の見物客で車内や駅が混雑していたことが、事故の遠因と被害拡大につながった[3][4][5]。

## 横浜市内の他の主な花火イベント
- 横浜開港祭（1981年 - ）みなとみらい21地区
- 横浜国際花火大会（1956年 - 2008年）山下公園地区
- 横浜スパークリングトワイライト（2012年 - ）みなとみらい21地区
- みなとみらいスマートフェスティバル（2018年 - ）みなとみらい21地区
- 新横浜花火大会（2018年 - ）
- 鶴見川サマーフェスティバル（1986年 - ）
- 金沢まつり花火大会（1964年 - ）海の公園地区
- 花火シンフォニア - 八景島シーパラダイスの不定期イベント